# Newmanella radiata
Newmanella radiata är en kräftdjursart som först beskrevs av Bruguiere 1789.  Newmanella radiata ingår i släktet Newmanella och familjen Tetraclitidae. Inga underarter finns listade i Catalogue of Life.